# تایکی کاتو
تایکی کاتو (انگلیسی: Taiki Kato؛ زادهٔ ۱۴ مارس ۱۹۹۳) بازیکن فوتبال اهل ژاپن است.